# Gavin Douglas
Gavin Douglas (ur. ok. 1474 na zamku Tantallon, w hrabstwie East Lothian, zm. w sierpniu 1522 w Londynie) – szkocki poeta, duchowny katedry św. Egidiusza w Edynburgu, biskup Dunkeld (od 1515; otrzymanej w 1514 nominacji na arcybiskupa St Andrews nie zatwierdził papież Leon X). Pisał poezje w języku średnioszkockim (King Hart, The Palyce of Honour, Conscience). Przełożył na ten język Eneidę Wergiliusza w 1513 (wydaną w 1553 w Londynie jako Eneados).